# Nicole Moreno
Nicole Andrea Moreno Moreno  (Santiago, 22 de agosto de 1987), también conocida como Luli Love, Luli, o más recientemente Lou Lee, es una campeona fitness, fisicoculturista, bailarina, cantante, modelo, empresaria y panelista chilena.
Participante de varios concursos de belleza en Chile, fue Reina del Festival de Viña del Mar en 2016, título entregado por la prensa especializada en espectáculos a la mujer más destacada del festival viñamarino.

## Biografía

### Niñez y adolescencia
Hija de María Angélica y Julio Moreno, es la mayor de dos hermanos Patricio y Melanie. Vivió su infancia en la comuna de San Bernardo y la Cisterna, Santiago de Chile. Desde muy pequeña le llamó la atención el mundo del modelaje y del baile. Según cuenta, su mayor aspiración cuando pequeña era ser modelo de pasarela. Moreno comenzó a trabajar a la edad de 14 años, sin embargo, al poco tiempo descubre su temprano embarazo de su hijo Francisco Javier.  En su hogar, según ella relata conservadores, costó asimilarlo, pero lograron aceptarlo una vez nacido el bebé. Según cuenta tuvo que postergar su adolescencia para criar a su hijo.

### Descubrimiento y "Luli"
Fue creadora del personaje «Luli Love» caracterizado por su particular forma de hablar, por usar mucho color rosa y por equivocarse con los nombres, formando dupla con el humorista chileno Pedro Ruminot. En una entrevista realizada el 4 de enero de 2013 Luli confesó padecer de bulimia. Debutó en el programa de televisión chileno de corte juvenil Mekano, emitido por el canal Red Televisiva Megavisión en 2006. Su salto a la fama vino en 2007 cuando fue invitada por Chilevisión al programa de espectáculos SQP, donde mostraba sus bailes en Viña del Mar. En 2009, fue galardonada como Reina del Festival y Fiesta Nacional de la Leche y la Carne en Osorno, el festival más grande del sur de Chile.
En 2010 trabajó con el comediante Ernesto Belloni en la revista Sensualísima.
En 2011 fue invitada por Canal 13 de Argentina a los programas Soñando por bailar y Este es el show. Nicole Moreno ha permanecido en diferentes programas por durante más de una década en la televisión chilena.
En 2011, también fue coronada Reina de la Pampilla en Coquimbo.
Moreno es también empresaria: en 2013 inauguró una tienda de ropa que lleva su nombre.
Ese mismo año participó de la campaña del Gobierno de Chile en contra de la discriminación.
El 5 de agosto de 2025, Nicole 'Luli' fue reconocida por el Congreso Nacional por sus méritos en el fisicoculturismo a nivel internacional.

## Reina del Festival de Viña del Mar
Fue en febrero de 2016 electa Reina del Festival de Viña del Mar título entregado por la prensa acreditada al Festival Internacional de la Canción de Viña del Mar quienes manifiestan sus preferencias a través de una votación secreta. Compitió contra Giselle Gómez Rolón y Vanesa Borghi.
Al día siguiente de la elección se realizó la entrega de una banda, un anillo y la corona que fue entregada por la alcaldesa Virginia Reginato. La ceremonia de coronación fue frente a las cámaras de la prensa acreditada, La reina se lanzó a la piscina en el Hotel O'Higgins de Viña del Mar.
Entregó su reinado a modelo chilena Francisca Silva.
En abril de 2016 fue tapa de la revista chilena Paula, donde presentó un nuevo cambio de estilo.
En diciembre de 2016 fue invitada por el programa de Chilevisión El cubo a contar detalles sobre su crisis de pánico y de cómo llegó a ser reina del Festival de Viña del Mar.
En febrero de 2017 fue portada de la revista Caras, y posteriormente fue invitada por Mega al programa matinal Mucho gusto, donde ejerció de panelista.

## Televisión
Ha participado en varios programas televisivos durante más de una década:
| Año  | Programa                                  | Rol                                     | Canal                |
| ---- | ----------------------------------------- | --------------------------------------- | -------------------- |
| 2006 | Mekano                                    | Bailarina                               | Mega                 |
| 2007 | SQP                                       | Panelista                               | Chilevisión          |
| 2009 | Fiebre de Baile                           | Concursante eliminada                   | Chilevisión          |
| 2010 | Mira quién habla                          | Invitada                                | Mega                 |
| 2011 | Soñando por bailar: el debate (Argentina) | Invitada                                | El trece (Argentina) |
| 2011 | Este es el show (Argentina)               | Invitada                                | El trece (Argentina) |
| 2011 | Bien de verano (Argentina)                | Invitada                                | Magazine             |
| 2011 | Fiebre de Baile                           | Concursante eliminada                   | Chilevisión          |
| 2012 | Mundos opuestos                           | Concursante (abandona)                  | Canal 13 Chile       |
| 2012 | Vértigo                                   | Invitada (3.º eliminada)                | Canal 13 Chile       |
| 2013 | Vértigo                                   | Invitada (5.º eliminada)                | Canal 13 Chile       |
| 2014 | Amor a prueba                             | 1.º eliminada / reingresa / abandona    | Mega                 |
| 2014 | Valió la pena                             | Cameo como Luli[31]                     | Canal 13 Chile       |
| 2015 | Primer plano                              | Invitada                                | Chilevisión          |
| 2016 | Bienvenidos                               | Opinóloga                               | Canal 13 Chile       |
| 2016 | Bailando                                  | Participante                            | Canal 13 Chile       |
| 2016 | Bienvenidos                               | Sección de moda[32]                     | Canal 13 Chile       |
| 2016 | ¿Volverías con tu ex?                     | Invitada                                | Mega                 |
| 2016 | Vértigo                                   | Invitada (5.º eliminada)                | Canal 13 Chile       |
| 2016 | El Cubo                                   | Invitada (entrevistada)                 | Chilevisión          |
| 2017 | Mucho gusto                               | Panelista (durante el Festival de Viña) | Mega                 |
| 2018 | Vértigo                                   | Invitada (3.º eliminada)                | Canal 13 Chile       |
| 2018 | Estilo Chic                               | Animadora                               | Vive                 |
| 2019 | La Divina Comida                          | Invitada                                | Chilevisión          |

## Deporte
Después de salir de la televisión y de los desfiles de moda, Nicole se aventuró en el mundo del deporte a través del fitness. En 2021 ganó su primer campeonato de fisicoculturismo en la categoría Fit Models, el año siguiente ganó ya el Santiago Muscle Fest en la categoría Wellness y en 2024 ganó el Viña Muscle Fest en la categoría Wellness. En este mismo año terminó subcampeona del torneo NPC Models Sudamérica en la misma categoría Wellness.
Nicole escribió un libro sobre fitness llamado: "Mujer Fuerte".

## Premios
- 2009, Reina del Festival y Fiesta Nacional de la Leche y la Carne en Osorno.
- 2011, Reina de la Pampilla en Coquimbo.
- 2016, Reina del Festival en Viña del Mar.
- 2019, Segundo lugar concurso de fisiculturismo organizada por la Federación Chilena de Fisicoculturismo y Fitness.[33]
- 2021, Campeona del Torneo Nacional de Fisicoculturismo, categoría Fit Models, organizada por la Federación Chilena de Fisicoculturismo y Fitness.[34]
- 2022, Campeona del Santiago Muscle Fest en la categoría wellness [35]
- 2024, Campeona del Viña Muscle Fest en la categoría bikini.